# Patrick Nuo
Patrick Nuo (ur. 31 sierpnia 1982 w Gettnau w Szwajcarii) – szwajcarsko-albański aktor, piosenkarz i autor tekstów pochodzący z okolic Lucerny. Osiedlił się w Los Angeles w Kalifornii.

## Życiorys
Urodził się w Gettnau jako syn pochodzącego z Djakowic Albańczyka i Szwajcarki. Dorastał z młodszym bratem Simonem w Lucernie w Szwajcarii, gdzie zamierzał zostać zawodowym tenisistą. Zrezygnował z gry, gdy miał 14 lat. Następnie przeniósł się do Hamburga, gdzie pracował jako model i sporadycznie brał udział w nagraniach studyjnych, gdzie śpiewał na tle chórków i innych partii śpiewanych.
Kiedy kupił swój pierwszy instrument jego pasją stała się muzyka. By zwiększyć swoje szanse na sukces przeprowadził się do Niemiec i tam spotkał Davida Josta, autora piosenek. Niedługo potem podpisał kontrakt z wytwórnią WEA. Debiutancki album Patricka Nuo Welcome ukazał się we wrześniu 2003. Płyta promowana była singlem „5 Days”, który odniósł spory sukces na europejskich listach przebojów. Druga płyta Superglue nie powtórzyła sukcesu debiutanckiej, zauważona została tylko w krajach niemieckojęzycznych, gdzie na listy przebojów trafił utwór „Beautiful”. W 2007 ukazał się trzeci album zatytułowany Nuo, który poprzedziły dwa single - „Too Late (To Save It With A Love Song)” i „Watchin' Over You”.
W lipcu 2010 Nuo dołączył do jury ósmego sezonu niemieckiego programu Deutschland sucht den Superstar z producentem Dieterem Bohlenem.
31 lipca 2005 roku ożenił się z Molly Schade, z którą ma dwoje dzieci: córkę Elouisę (ur. 7 czerwca 2006) i syna Luca Jamesa (ur. 17 grudnia 2008).

## Dyskografia

### Albumy
| 2003 | Welcome   | 13 | 72 | 11 | —  |
| 2005 | Superglue | 29 | 68 | 4  | —- |
| 2007 | Nuo       | —  | —  | —  | 47 |

### Single
| 2003 | 5 Days                                 | Welcome   | 24 | 24 | 23 |
| 2003 | Reanimate                              | Welcome   | 22 | 56 | 18 |
| 2003 | Welcome (To My Little Island)          | Welcome   | 55 | —  | 44 |
| 2004 | Undone                                 | Welcome   | 30 | —  | 30 |
| 2004 | Girl In The Moon                       | Superglue | 38 | —  | 20 |
| 2005 | Beautiful                              | Superglue | 33 | 7  | 9  |
| 2006 | Watchin' Over You                      | Nuo       | 52 | —  | 54 |
| 2007 | Too Late (To Save It With A Love Song) | Nuo       | 83 | —  | —  |

## Filmografia

### Filmy fabularne
- 2009: The Fury
- 2012: Hotel marzeń: Brazylia (Das Traumhotel – Brasilien, TV) jako Ricardo
- 2012: Crescendo (film krótkometrażowy) jako Adalric
- 2012: Tim Sander goes to Hollywood
- 2013: Smile Now, Cry later jako Mickey Jones

### Seriale TV
- 2006: Lotta in Love jako Patrick
- 2010: Cartoon Network Topfrocker - Lasse tischt auf
- 2011: Deutschland sucht den Superstar w roli samego siebie
- 2012: Das Traumhotel jako Ricardo
- 2013: Der VIP-Bus – Promis auf Pauschalreise w roli samego siebie
- 2013: Ich bin ein Star – Holt mich hier raus! w roli samego siebie